# Micronema parvum
Micronema parvum är en rundmaskart. Micronema parvum ingår i släktet Micronema och familjen Panagrolaimidae. Inga underarter finns listade i Catalogue of Life.